# Afrothaumalea pamelae
Afrothaumalea pamelae är en tvåvingeart som beskrevs av Elisabeth K. Stuckenberg 1960. Afrothaumalea pamelae ingår i släktet Afrothaumalea och familjen mätarmyggor. Inga underarter finns listade i Catalogue of Life.